# Ferrette
Ferrette település Franciaországban, Haut-Rhin megyében. Lakosainak száma 848 fő (2022. január 1.). Ferrette Bouxwiller, Vieux-Ferrette, Sondersdorf, Bendorf és Ligsdorf községekkel határos.

## Népesség
A település népességének változása:
| Lakosok száma | 731  | 683  | 700  | 729  | 770  | 812  | 820  | 827  | 848  |
|               | 2013 | 2015 | 2016 | 2017 | 2018 | 2019 | 2020 | 2021 | 2022 |